# Washington National Forest
Der Washington National Forest wurde am 22. Februar 1897 durch das General Land Office als Washington Forest Reserve im US-Bundesstaat Washington mit 3.594.240 Acres (14.545 km²) Fläche ausgewiesen. Nach der Übergabe der Bundesforste an den United States Forest Service 1905, bekam er am 4. März 1907 den Status eines National Forest. Am 1. Juli 1908 wurde der Chelan National Forest mit einem Teil des Washington National Forest begründet. Am 21. Januar 1924 wurde der Washington in Mount Baker National Forest umbenannt. Die Gebiete existieren heute als Mount Baker-Snoqualmie National Forest.